# Rhododendron leishanicum
Rhododendron leishanicum är en ljungväxtart som beskrevs av Wen Pei Fang, Amp; S.S. Chang och David Franklin Chamberlain. Rhododendron leishanicum ingår i släktet rododendron, och familjen ljungväxter. Inga underarter finns listade i Catalogue of Life.